# كأس السوبر السعودي المصري 2018
كأس السوبر السعودي المصري 2018 هي النسخة الثالثة من مسابقة كأس السوبر السعودي المصري عام 2018، في إطار توأمة بين الاتحاد العربي السعودي لكرة القدم والاتحاد المصري لكرة القدم، وتم اختيار أبطال بطولة الدوري والكأس من كلا الاتحادين السعودي والمصري، ووضعت الفرق الأربعة إلى قسمين، تم وضع أبطال الدوري في السوبر السعودي المصري أبطال الدوري على كأس خادم الحرمين الشريفين الملك سلمان بن عبد العزيز، على أن يشارك الفائزين في بطولة الكأس على بطولة السوبر السعودي المصري على كأس فخامة الرئيس عبد الفتاح السيسي. وجرى الاتفاق بين الطرفين على الموعد على إثر الاجتماع التنسيقي الذي تم بين الاتحادين يوم 21 يوليو 2018 في القاهرة، بحضر ممثلي الاتحاد السعودي والاتحاد المصري، على أن يتم تحديد المواعيد النهائية لاحقًا. دخل الاتحاديين بين أخذ ورد على خلفية عدم الاتفاق الطرفين على جميع الأمور بعد عدم تأكيد نادي الأهلي الموعد المقترح من الاتحاد المصري وانسحاب نادي الهلال على آثر ذلك.
في 24 أغسطس 2018 أعلن الاتحاد السعودي لكرة القدم إقامة مباراتي كأس السوبر المصري السعودي بمشاركة نادي الزمالك فقط في المباراتين أمام الهلال والاتحاد. وأصدر الاتحاد السعودي بيانًا قال فيه إن نادي الزمالك سيواجه نادي الاتحاد في القاهرة على كأس خادم الحرمين الشريفين الملك سلمان بن عبد العزيز في 05 نوفمبر 2018 وأضاف في بيانه أن الهلال سيلعب مع نادي الزمالك في الرياض على كأس الرئيس المصري عبد الفتاح السيسي في 10 نوفمبر 2018 برعاية تركي آل الشيخ رئيس هيئة الرياضة بالمملكة العربية السعودية، على أن يحصل الفريق البطل في كل مباراة على مليون دولار. وقدم الاتحاد السعودي شكره للمستشار مرتضى منصور رئيس نادي الزمالك على الدور الذي لعبه في إنجاح إقامة المباريات، مثمنًا مجهوده في عدم إلغاء مباراة الأهلي المصري والهلال السعودي ودعوته لمشاركة الزمالك فيها حرصًا على إنجاح البطولة. في 27 أغسطس 2018 أعلن الاتحاد المصري لكرة القدم على حسابه الرسمي توتير قرر الاتحاد بالموافقة على إقامة كأس السوبر المصري السعودي بلقاء الأهلي مع الهلال بالقاهرة على كأس الملك سلمان بن عبد العزيز ولقاء الزمالك مع الاتحاد بالسعودية على كأس الرئيس عبد الفتاح السيسي. والاتحاد السعودي لكرة القدم يؤكد على إقامة مباراتي السوبر السعودي المصري بين الهلال والزمالك، والاتحاد والزمالك في موعدهما ومكانهما المقررين سابقاً. ويصدر في 28 أغسطس 2018 بيانا تفصيلي بخصوص ذلك.
أصدر اتحادا الكرة في مصر والسعودية، في 20 من سبتمبر 2018 بيانا مشتركا أعلنا فيه عن إقامة مباراة السوبر المصري السعودي (كأس فخامة الرئيس عبد الفتاح السيسي) والتي ستجمع بين الأهلي والهلال بالرياض وأفادت الصفحة الرسمية للاتحاد المصري على «تويتر»، بأن الاتفاق تم بين الاتحاد المصري ونظيره السعودي بإشراف تركي آل الشيخ رئيس الهيئة العامة للرياضة السعودية، وأشرف صبحي وزير الشباب والرياضة المصري.ووفقًا لما جاء في البيان، فإن الأهلي سيواجه الهلال في السادس من أكتوبر المقبل، ويأتي هذا الموعد الجديد في إطار الاحتفالات بذكرى نصر أكتوبر وتعميقًا للعلاقات المتميزة بين البلدين في مجال الشباب والرياضة. كما تم الاتفاق بين الاتحادين على إقامة مباراة السوبر المصري السعودي لأبطال الكئوس في مصر على كأس خادم الحرمين الشريفين الملك سلمان بن عبد العزيز بين الناديين الكبيرين وصاحبي الشعبية الجارفة في كلا البلدين الزمالك واتحاد جدة باعتبارهما بطلي الكأس في مصر والسعودية.
في اليوم نفسه أصدر النادي الأهلي بيانا رسميا بشأن المشاركة في السوبر المصري السعودي لتوضيح موقف فريق الكرة من المشاركة، أعرب فيه عن تحفّظ النادي الأهلي على توقيت المباراة إقامة يتعارض مع التزامات الفريق الأفريقية والعربية المستقبلية وأوضح موافقته على مشاركة الأهلي في السوبر المصري السعودي، في حال الاستجابة لطلب النادي بتأجيل مواعيد ارتباطات فريق الكرة في البطولة العربية، وبطولة الدوري العام، وتعديل مواعيد مباراتي الذهاب والإياب في نصف نهائي بطولة إفريقيا لأبطال الدوري إذا تأهل لهذا الدور. وبناءً عليه أصدر الاتحاد السعودي لكرة القدم بيانا رسميا عن بطولة كأس السوبر المصري السعودي، معرباً في الوقت ذاته أسفه لما ورد في بيان النادي المصري حول مباراة السوبر التي تجمع بين بطلي الدوري في السعودية ومصر، عليه فإن الاتحاد السعودي يعتذر بصورة نهائية عن إقامة مباراة الهلال والأهلي وسيكتفي بما تم الإعلان عنه سابقاً في إقامة مباراتي السوبر السعودي المصري بين الاتحاد والزمالك في القاهرة والهلال والزمالك في الرياض،  أعلن اتحاد القدم السعودي اليوم الخميس، في 27 سبتمبر 2018 إقامة مباراة السوبر السعودي المصري على كأس عبد الفتاح السيسي الرئيس المصري بين فريقي الهلال والزمالك المصري في 6 أكتوبر المقبل، في حين من المقرر أن يواجه الزمالك والاتحاد يوم 6 نوفمبر 2018.
أصدر اتحاد المصري لكرة القدم برئاسة هاني أبو ريدة، في 04 أكتوبر 2018 بيانا رسميا بشأن مباراة السوبر المصرى السعودى بين الزمالك والهلال، واعرب فيه عن إطار العلاقات الأخوية بين الاتحادين المصري والسعودي لكرة القدم وافق الاتحاد المصري على اعتبار مباراة الزمالك المصري والهلال السعودي المقرر اقامتها بالرياض يوم 6 أكتوبر الحالي على كأس فخامة الرئيس عبد الفتاح السيسي، مباراة للسوبر المصري السعودي بين بطل الكأس المصري وبطل الدوري السعودي، في ذكرى نصر أكتوبر، على أن تقام المباراة الثانية للسوبر المصري السعودي بين بطل الدوري المصري (أو ما يمثله حسب أحقية ترتيب الفرق في جدول المسابقة) مع اتحاد جدة بطل الكأس السعودي على كأس خادم الحرمين الشريفين الملك سلمان بن عبد العزيز.

## الاتفاق الأولي

### السوبر السعودي المصري أبطال الدوري
| اسم البطولة                                                      | بلد      | نادي   | بطل بطولة                      | موعد المحدد    | المكان | ملاحظات                                                         |
| ---------------------------------------------------------------- | -------- | ------ | ------------------------------ | -------------- | ------ | --------------------------------------------------------------- |
| كأس خادم الحرمين الشريفين على السوبر السعودي المصري أبطال الدوري | السعودية | الهلال | دوري المحترفين السعودي 2017–18 | 08 نوفمبر 2018 | الرياض | ألغاء البطولة لعدم تأكيد نادي الأهلي مشاركته حسب الموعد المقترح |
| كأس خادم الحرمين الشريفين على السوبر السعودي المصري أبطال الدوري | مصر      | الأهلي | الدوري المصري الممتاز 2017–18  | 08 نوفمبر 2018 | الرياض | ألغاء البطولة لعدم تأكيد نادي الأهلي مشاركته حسب الموعد المقترح |

#### أبطال الدوري
| الهلال | ألغاء البطولة لعدم تأكيد التاريخ المقترح | الاهلي |
| ------ | ---------------------------------------- | ------ |
|        | [ تقرير]                                 |        |

### السوبر السعودي المصري أبطال الكأس
| اسم البطولة                                                              | بلد      | نادي    | بطل بطولة                      | موعد المحدد    | المكان  | ملاحظات            |
| ------------------------------------------------------------------------ | -------- | ------- | ------------------------------ | -------------- | ------- | ------------------ |
| كأس فخامة الرئيس عبد الفتاح السيسي على السوبر السعودي المصري أبطال الكأس | مصر      | الزمالك | كأس مصر لكرة القدم 2018        | 06 نوفمبر 2018 | القاهرة | حسب الموعد المقترح |
| كأس فخامة الرئيس عبد الفتاح السيسي على السوبر السعودي المصري أبطال الكأس | السعودية | الاتحاد | كأس خادم الحرمين الشريفين 2018 | 06 نوفمبر 2018 | القاهرة | حسب الموعد المقترح |

#### أبطال الكأس
| الزمالك | ضد       | الاتحاد |
| ------- | -------- | ------- |
|         | [ تقرير] |         |

### إلغاء مباراة السوبر السعودي المصري
أعلن الاتحاد السعودي لكرة القدم يوم 15 أغسطس 2018، إلغاء مباراة السوبر السعودي المصري، التي كان من المقرر إقامتها بين الهلال بطل الدوري السعودي، والأهلي، بطل الدوري المصري، وذكر الاتحاد السعودي عبر صفحته الرسمية بموقع التواصل الاجتماعي على الإنترنت «تويتر» أنه قرر إلغاء المباراة بناء على ما رفعه نادي الهلال بشأن عدم إمكانية مشاركته نظرا لعدم التزام النادي الأهلي المصري بالموعد المتفق عليه بين الاتحادين السعودي والمصري لكرة القدم. في 24 أغسطس 2018 أعلن الاتحاد السعودي رعاية معالي الأستاذ تركي بن عبد المحسن آل الشيخ يرعى مباراتي كأس السوبر السعودي المصري في 10 نوفمبر لمقابلة نادي الزمالك.
| نادي الهلال  | حامل لقب بطولة دوري المحترفين السعودي 2017–18 |
| نادي الاتحاد | حامل لقب بطولة كأس خادم الحرمين الشريفين 2018 |

| نادي الزمالك | حامل لقب بطولة كأس مصر لكرة القدم 2018 |

| - الاهلي (استبعد عن البطولة لعدم الالتزام بتأكيد الموعد المقترح بين الاتحادين) - الهلال (عاد للمشاركة بعد إقرار الموعد جديد) |

### كأس خادم الحرمين الشريفين الملك سلمان بن عبد العزيز (مقترح)
| الزمالك | ضد       | الاتحاد |
| ------- | -------- | ------- |
|         | [ تقرير] |         |

### كأس فخامة الرئيس عبد الفتاح السيسي (مقترح)
| الهلال | ضد       | الزمالك |
| ------ | -------- | ------- |
|        | [ تقرير] |         |

## الاتفاق الثاني
أصدر اتحادا الكرة في مصر والسعودية، بيانا مشتركا أعلنا فيه عن إقامة مباراة السوبر المصري السعودي (كأس فخامة الرئيس عبد الفتاح السيسي) والتي ستجمع بين الأهلي والهلال بالرياض وأفادت الصفحة الرسمية للاتحاد المصري على «تويتر»، بأن الاتفاق تم بين الاتحاد المصري ونظيره السعودي بإشراف تركي آل الشيخ رئيس الهيئة العامة للرياضة السعودية، وأشرف صبحي وزير الشباب والرياضة المصري.ووفقًا لما جاء في البيان، فإن الأهلي سيواجه الهلال في السادس من أكتوبر، ويأتي هذا الموعد الجديد في إطار الاحتفالات بذكرى نصر أكتوبر وتعميقًا للعلاقات المتميزة بين البلدين في مجال الشباب والرياضة. كما تم الاتفاق بين الاتحادين على إقامة مباراة السوبر المصري السعودي لأبطال الكئوس في مصر على كأس خادم الحرمين الشريفين الملك سلمان بن عبد العزيز بين الناديين الكبيرين وصاحبي الشعبية الجارفة في كلا البلدين الزمالك واتحاد جدة باعتبارهما بطلي الكأس في مصر والسعودية.

### الفرق المشاركة
| نادي الهلال  | حامل لقب بطولة دوري المحترفين السعودي 2017–18 |
| نادي الاتحاد | حامل لقب بطولة كأس خادم الحرمين الشريفين 2018 |

| الاهلي       | حامل لقب بطولة الدوري المصري الممتاز 2017–18 |
| نادي الزمالك | حامل لقب بطولة كأس مصر لكرة القدم 2018       |

### أبطال الدوري
| الهلال | ضد       | الاهلي |
| ------ | -------- | ------ |
|        | [ تقرير] |        |

### أبطال الكأس
| الزمالك | ضد       | الاتحاد |
| ------- | -------- | ------- |
|         | [ تقرير] |         |

### بيان النادي الأهلي المصري
في 20 سبتمبر 2018 أصدر النادي الأهلي بياناً يعرب عن موقفه من كأس السوبر المصري السعودي، وأكد يتحفظ على موعد إقامة المباراة، وفي حالة تنسيق الأمر بما لا يتعارض مع مختلف الارتباطات سيكون مستعدًا للمشاركة في المباراة نفانا أن يكون قد اعتذر عن المشاركة في المباراة أمام الهلال السعودي، قائلًا أن مخاطباته مع الاتحاد المصري لكرة القدم شهدت فقط المطالبة بتحديد موعد لا يتعارض مع مختلف مشاركات الأهلي وطالب الاتحاد المصري بالتنسيق مع الاتحاد الإفريقي والعربي من أجل ترتيب مواعيد المباريات الخاصة بالفريق في مختلف المشاركات وترتيبات إقامة مباراة كأس السوبر.

### إلغاء مباراة السوبر السعودي المصري للمرة الثانية
أصدر الاتحاد السعودي لكرة القدم بيانا رسميا عن بطولة كأس السوبر المصري السعودي، معرباً في الوقت ذاته أسفه لما ورد في بيان النادي المصري حول مباراة السوبر التي تجمع بين بطلي الدوري في السعودية ومصر، عليه فإن الاتحاد السعودي يعتذر بصورة نهائية عن إقامة مباراة الهلال والأهلي وسيكتفي بما تم الإعلان عنه سابقاً في إقامة مباراتي السوبر السعودي المصري بين الاتحاد والزمالك في القاهرة والهلال والزمالك في الرياض، 
| الهلال | ألغيت البطولة لعدم تأكيد التاريخ المقترح | الاهلي |
| ------ | ---------------------------------------- | ------ |
|        | [ تقرير]                                 |        |

| - الاهلي (عدم الالتزام بالموعد المقترح بين الاتحادين للمرة الثانية) |

## بيان الاتحاد السعودي
أعلن اتحاد القدم السعودي اليوم الخميس، في 27 سبتمبر 2018 إقامة مباراة السوبر السعودي المصري على كأس عبد الفتاح السيسي الرئيس المصري بين فريقي الهلال والزمالك المصري في 6 أكتوبر، في حين قرر أن يواجه الزمالك والاتحاد يوم 6 نوفمبر 2018.

### كأس فخامة الرئيس عبد الفتاح السيسي
السوبر السعودي المصري 2018 على كأس فخامة الرئيس عبد الفتاح السيسي، هي مباراة من ضمن النسخة الثالثة من بطولة كأس السوبر السعودي المصري أقيمت عام 2018, وأول مباريات كأس السوبر السعودي المصري، والتي جرت في 06 أكتوبر 2018، على ملعب جامعة الملك سعود في مدينة الرياض، المملكة العربية السعودية، بين نادي الهلال السعودي بطل الدوري السعودي للمحترفين 2017 - 2018، ونادي الزمالك المصري الفائز في بطولة كأس مصر لكرة القدم 2018. برعاية نائب أمير منطقة الرياض صاحب السمو الملكي الأمير محمد بن عبد الرحمن بن عبد العزيز آل سعود، وتشريف نائب لرئيس مجلس إدارة الهيئة العامة للرياضة الأمير عبد العزيز بن تركي بن فيصل بن عبد العزيز آل سعود وسعادة وزير الدولة للشؤون الإفريقية أحمد بن عبد العزيز قطان، يذكر أن المباراة شهدت تكريم اللاعبيين التاريخيين في البلدين وهم الكابتن أشرف قاسم خالد الغندور ومحمد الدعيع ومحمد الشلهوب، بين شوطي مباراة السوبر السعودي المصري.
جدير بالذكر أن الاتفاقية بين الاتحاد السعودي لكرة القدم والاتحاد المصري لكرة القدم على بطولة السوبر شهدت أزمة في إقامة السوبر المصري السعودي بين الهلال والأهلي المصري بعدما وجه الاتحاد السعودي لكرة القدم عدد من البيانات بخصوص استبعده الأخير من السوبر السعودي المصري وتمسك الاتحاد السعودي لكرة القدم بإقامته بين ناديي الهلال والاتحاد من طرف السعودية والزمالك من طرف مصر، وذلك على اثر عدم التزام إدارة النادي الأهلي المصري اعتماد المواعيد المتفق علبها من بين ممثلي الاتحاديين الشقيقين، بالإضافة إلى مطالبته تأجيل بعض مبارياته في الدوري المصري والبطولة العربية ودوري أبطال أفريقيا، حتى يتسنى له المشاركة في السوبر المصري السعودي، وهو ما اعتبره الاتحاد السعودي مماطلة واستبعده من المشاركة، وأعلن الاتحاد السعودي لكرة القدم إلغاء مباراة السوبر السعودي المصري بين نادي الهلال ونادي الأهلي المصري بشكل نهائي.
وأعرب مجلس إدارة الاتحاد السعودي لكرة القدم في 24 أغسطس 2018 عن تقديره وشكره الجزيل لرئيس نادي الزمالك المصري المستشار مرتضى منصور على الدور الذي لعبه في إنجاح ترتيبات إقامة المباراتين، مثمناً له الدعم الذي بذله في تهيئة كل سبل نجاحهما، لاسيما بمبادرته في طلب عدم إلغاء مباراة السوبر وعليه تلقى مجلس إدارة نادى الزمالك، برئاسة المستشار مرتضى منصور، تأكيداً من الاتحاد السعودى لكرة القدم واللجنة المنظمة لبطولة السوبر المصرى السعودى بالاستقرار نهائياً على خوض القلعة البيضاء المباراتين
أصدر اتحاد المصري لكرة القدم برئاسة هاني أبو ريدة، في 04 أكتوبر 2018 بيانا رسميا بشأن مباراة السوبر المصرى السعودى بين الزمالك والهلال، واعرب فيه انه في إطار العلاقات الأخوية بين الاتحادين المصري والسعودي لكرة القدم وافق الاتحاد المصري على اعتبار مباراة الزمالك المصري والهلال السعودي المقرر اقامتها بالرياض يوم 6 أكتوبر على كأس فخامة الرئيس عبد الفتاح السيسي، مباراة للسوبر المصري السعودي بين بطل الكأس المصري وبطل الدوري السعودي، في ذكرى نصر أكتوبر، على أن تقام المباراة الثانية للسوبر المصري السعودي بين بطل الدوري المصري (أو ما يمثله حسب أحقية ترتيب الفرق في جدول المسابقة) مع اتحاد جدة بطل الكأس السعودي على كأس خادم الحرمين الشريفين الملك سلمان بن عبد العزيز.

#### تفاصيل المباراة
| الهلال    | 1 – 2 | الزمالك                                          |
| --------- | ----- | ------------------------------------------------ |
| خربين 57' | تقرير | 39' النقاز · 2+45' كاسونغو · 24' طارق · 64' ساسي |

| الهلال | الزمالك |

| الهلال: من الرياض رئيس النادي: محمد بن فيصل بن سعود آل سعود التشكيل الاساسي للفريق: |    |                 |                             |
|                                                                                     |    |                 |                             |
| حارس                                                                                | 1  | عبدالله المعيوف |                             |
| دفاع                                                                                | 2  | محمد البريك     |                             |
| دفاع                                                                                | 4  | ألبرتو بوتيا    |                             |
| دفاع                                                                                | 5  | علي آل بليهي    |                             |
| دفاع                                                                                | 12 | ياسر الشهراني   |                             |
| وسط                                                                                 | 28 | محمد كنو        |                             |
| وسط                                                                                 | 7  | سلمان الفرج     | 68'                         |
| وسط                                                                                 | 21 | عمر عبد الرحمن  |                             |
| وسط                                                                                 | 29 | سالم الدوسري    |                             |
| هجوم                                                                                | 3  | كارلوس إدواردو  | 56'                         |
| هجوم                                                                                | 11 | غيلمين ريفاس    | 55'                         |
| مقاعد البدلاء:                                                                      |    |                 |                             |
| حارس                                                                                | 26 | علي الحبسي      |                             |
| دفاع                                                                                | 70 | محمد جحفلي      |                             |
| دفاع                                                                                | 13 | حسن كادش        |                             |
| وسط                                                                                 | 16 | ناصر الدوسري    |                             |
| وسط                                                                                 | 8  | عبدالله عطيف    | 68'                         |
| وسط                                                                                 | 10 | محمد الشلهوب    |                             |
| وسط                                                                                 | 19 | أندريه كاريو    | 56'                         |
| هجوم                                                                                | 77 | عمر خربين       | 55'                         |
| هجوم                                                                                | 18 | بافيتيمبي غوميز | (خلال الإحماء قبل المباراة) |
| المدرب:                                                                             |    |                 |                             |
| جورجي جيسوس                                                                         |    |                 |                             |

| الزمالك: من القاهرة رئيس النادي: مرتضى منصور التشكيل الاساسي للفريق: |    |                  |     |
|                                                                      |    |                  |     |
| حارس                                                                 | 16 | جنش              |     |
| دفاع                                                                 | 4  | محمد علاء        |     |
| دفاع                                                                 | 13 | الونش            |     |
| دفاع                                                                 | 12 | حمدي النقاز      |     |
| دفاع                                                                 | 15 | بهاء مجدي        |     |
| وسط                                                                  | 3  | طارق حامد        | 24' |
| وسط                                                                  | 13 | فرجاني ساسي      | 64' |
| وسط                                                                  | 18 | إبراهيم حسن      | 65' |
| وسط                                                                  | 10 | يوسف أوباما      |     |
| هجوم                                                                 | 11 | محمود كهربا      | 82' |
| هجوم                                                                 | 23 | كابونجو كاسونجو  | 75' |
| مقاعد البدلاء:                                                       |    |                  |     |
| حارس                                                                 | 1  | عماد السيد       |     |
| دفاع                                                                 | 20 | محمد إبراهيم     |     |
| دفاع                                                                 | 5  | محمد عبد الغني   |     |
| دفاع                                                                 | 27 | أحمد أبو الفتوح  |     |
| وسط                                                                  | 8  | محمد هاشم        | 65' |
| وسط                                                                  | 14 | أيمن حفني        |     |
| وسط                                                                  | 17 | محمود عبد العزيز | 82' |
| هجوم                                                                 | 19 | حميد أحداد       |     |
| هجوم                                                                 | 9  | عمر عبدالمنصف    | 75' |
| المدرب:                                                              |    |                  |     |
| كريستيان غروس                                                        |    |                  |     |

| رجل المباراة: محمود عبد الرحيم (حارس نادي الزمالك) حكم مساعد (كرة قدم): ستيفان لوب (ألمانيا) مارك بورش (ألمانيا) الحكم الرابع: روبيرت سشرودير (ألمانيا) حكم تقنية الفيديو: بول فان بويكيل (هولندا) | قانون المباراة: - تلعب المباراة من 90 دقيقة مقسومة إلى شوطين مدة كل شوط 45 دقيقة. - تقام المسابقة من مباراة واحدة بنظام خروج المغلوب. - تطبق قاعدة ركلات الجزاء الترجيحية في حال استمرار التعادل في الأشواط الرئيسية دون اللجوء إلى الأشواط الإضافية. - يسمح لأندية المتنافسة في البطولة مشاركة اللاعبين الأجانب حسب اللوائح المتبعة في الاتحادات المحلية. - تواجد على مقاعد الاحتياط عدد 9 بدلاء، يمكن إجراء ما يصل إلى ثلاثة تغيرات فقط. - يحصل بطل السوبر السعودي المصري على جائزة مالية قدرها (مليون دولار) إضافة لحصوله على عدد 50 ميدالية ذهبية فيما يحصل الوصيف على عدد 50 ميدالية فضية. |

#### البطل
| حامل لقب بطولة السوبر السعودي المصري 2018 على كأس فخامة الرئيس عبد الفتاح السيسي |
| -------------------------------------------------------------------------------- |
|                                                                                  |
| نادي الزمالك اللقب الثاني                                                        |

### كأس خادم الحرمين الشريفين الملك سلمان بن عبد العزيز
| الزمالك | ضد       | الاتحاد |
| ------- | -------- | ------- |
|         | [ تقرير] |         |

## الاتفاق الثالث
اتفق الاتحادان السعودي والمصري على إقامة السوبر السعودي المصري على كأس خادم الحرمين الشريفين الملك سلمان بن عبد العزيز بين فريقي الأهلي المصري والاتحاد السعودي يوم 27 نوفمبر في القاهرة. لم تقم المباراة ثانية، لأسباب ضيق وضغط الجدولة في كل دوري السعودي والمصري وعدم انتهاء الموسم الرياضي في غير موعده المحدد. بالأضافة لاستضافة جمهورية مصر لبطولة أفريقيا 2019.

### كأس خادم الحرمين الشريفين الملك سلمان بن عبد العزيز
| الأهلي | ضد       | الاتحاد |
| ------ | -------- | ------- |
|        | [ تقرير] |         |